# Orcinus paleorca
Orcinus paleorca — викопний вид косаток, датований середнім плейстоценом. Єдиний відомий зразок — фрагмент зуба, знайдений на острові Хонсю, Японія.

## Опис
Як і у сучасної косатки, зуб не має шару цементу. Однак, на відміну від сучасної косатки, O. paleorca мав круглий корінь зуба, протиставлений овальному, а м'якоть розширювалася більше назад, ніж спереду.